# ويليام هنري تشيس
ويليام هنري تشيس (بالإنجليزية: William Henry Chase)‏ هو قائد عسكري أمريكي، ولد في 4 يونيو 1798 في Buckfield, Maine ‏ في الولايات المتحدة، وتوفي في 8 فبراير 1870 في بينساكولا في الولايات المتحدة.